# Buia, Sibiu
Buia, mai demult Bulia (în dialectul săsesc Bäll, Bell, în germană Bell, Boll, Boel, în maghiară Bólya, Alsóbólya, Felsőbólya, Nagybólya) este un sat în comuna Șeica Mare din județul Sibiu, Transilvania, România.

## Clădiri istorice
- Castelul Buia este o amplă construcție, realizată în mai multe etape (sec. XIV-XVII). Este de plan patrulater, cu o întăritură de colț și cu o capelă. A fost în proprietatea lui Mihai Viteazul, care a poposit aici după Bătălia de la Șelimbăr (1599).

- În localitate se găsește o biserică evanghelică-luterană din secolul al XV-lea.

## Personalități
- Farkas Bolyai, matematician.

## Monumente
- Bustul matematicianului János Bolyai (1802 - 1860), dezvelit în 2002.[1]
- Bustul matematicianului Farkas Bolyai (1757 - 1856), dezvelit în 2008.[1]
- Casa memorială a familiei Bolyai, ce găzduiește și muzeul dedicat celor doi matematicieni, practic, unicul muzeu de acest gen din țară.[1]

## Vezi și
- Biserica evanghelică din Buia